# U 134 (U-Boot, 1941)
U 134 war ein deutsches U-Boot vom Typ VII C, das im Zweiten Weltkrieg von der deutschen Kriegsmarine eingesetzt wurde.

## Geschichte
Der Auftrag für das Boot wurde am 7. August 1939 an die Werft Bremer Vulkan in Bremen vergeben. Die Kiellegung erfolgte am 6. September 1940, der Stapellauf am 17. Mai 1941. Die Indienststellung unter Kapitänleutnant Rudolf Schendel fand schließlich am 26. Juli 1941 statt.
Das Boot gehörte nach seiner Indienststellung am 26. Juli 1941 bis zum 31. Oktober 1941 als Ausbildungsboot zur 5. U-Flottille in Kiel. Nach der Ausbildung gehörte U 134 vom 1. November 1941 bis zu seiner Versenkung am 24. August 1943 als Frontboot zur 3. U-Flottille in La Pallice.
U 134 absolvierte während seiner Dienstzeit acht Unternehmungen, auf denen drei Schiffe mit 12.147 BRT versenkt wurden und ein Luftschiff abgeschossen wurde.

## Einsatzstatistik

### Erste Unternehmung
Das Boot lief am 1. Dezember 1941 um 6 Uhr von Kiel aus und lief am 2. Dezember 1941 um 14:45 Uhr in Kristiansand ein. Es lief am 3. Dezember 1941 wieder von dort aus und lief am 12. Dezember 1941 um 14:00 Uhr in Kirkenes ein. Auf dieser zwölf Tage dauernden Unternehmung in das Nordmeer wurde ein Schiff mit 2.185 BRT versenkt.
- 9. Dezember 1941: Versenkung des deutschen Dampfers Steinbek (Lage) mit 2.185 BRT am Tanafjord. Der Dampfer wurde durch einen Torpedo versenkt. Er fuhr in Ballast und war auf dem Weg von Kirkenes nach Tromsø. Das Schiff gehörte zu einem deutschen Konvoi mit vier Schiffen. Nach einer Untersuchung des OKM wurde Kapitänleutnant Schendel für die Versenkung eines eigenen Schiffes verantwortlich gemacht, jedoch wurde vom BdU festgehalten, dass Schendel über den deutschen Konvoi in diesem Gebiet nicht informiert war.[1]

U 134 lief am 18. Dezember 1941 um 14:15 Uhr in den Neidenfjord ein, um Torpedos aufzunehmen.

### Zweite Unternehmung
Das Boot lief 25. Dezember 1941 um 9 Uhr aus dem Neidenfjord aus und am 20. Januar 1942 um 14:00 Uhr in Kirkenes ein. Auf dieser 26 Tage dauernden und 4.023 sm über und 79 sm unter Wasser langen Unternehmung in das Nordmeer südlich der Bäreninsel wurde ein Schiff mit 5.135 BRT versenkt.
- 2. Januar 1942: Versenkung des britischen Dampfers Waziristan (Lage) mit 5.135 BRT. Der Dampfer wurde durch  einen Torpedo versenkt. Er hatte Militärgüter geladen und befand sich auf dem Weg von New York nach Murmansk. Das Schiff gehörte zum Nordmeergeleitzug PQ-7A mit zwei Schiffen. Es war ein Totalverlust mit 47 Toten.

### Dritte Unternehmung
Das Boot lief am 2. Februar 1942 um 15 Uhr von Kirkenes aus und am 22. Februar 1942 um 10:00 Uhr wieder dort ein. Auf dieser 21 Tage dauernden und 3.149 sm über und 110 sm unter Wasser langen Unternehmung in das Nordmeer südlich der Insel Jan Mayen wurden keine Schiffe versenkt oder beschädigt. U 134 gehörte zur Gruppe mit dem Tarnnamen „Umbau“.

### Verlegungsfahrt
Das Boot lief am 1. März 1942 um 17:30 Uhr von Kirkenes aus und am 15. März 1942 um 02:30 Uhr in Kiel ein. Auf dieser 15 Tage dauernden und 2.200 sm über und 134 sm unter Wasser langen Überführungsfahrt von Norwegen nach Deutschland wurden keine Schiffe versenkt oder beschädigt.

### Vierte Unternehmung
Das Boot lief am 18. Mai 1942 um 20 Uhr von Kiel aus und am 1. Juni 1942 um 8 Uhr in La Pallice ein. Auf dieser 14 Tage dauernden und 2.458 sm über und 135 sm unter Wasser langen Unternehmung in den Nordatlantik zur Überführung nach Frankreich wurden keine Schiffe versenkt oder beschädigt.

### Fünfte Unternehmung
Das Boot lief am 11. Juni 1942 um 16 Uhr von La Pallice aus und am 1. September 1942 um 17:12 Uhr wieder dort ein. Auf dieser 93 Tage dauernden und 12.009 sm über und 701 sm unter Wasser langen Unternehmung westlich von Gibraltar, im Westatlantik, vor Kuba, im Golf von Mexiko und bei den Großen Antillen wurden keine Schiffe versenkt oder beschädigt. U 134 wurde am 26. Juni 1942 von U 459 mit 43 m³ Brennstoff und am 12. August 1943 von U 463 mit 11 m³ Brennstoff versorgt. Es gehörte zur Gruppe mit den Tarnnamen „Endrass“.

### Sechste Unternehmung
Das Boot lief am 14. Oktober 1942 um 18:15 Uhr von La Pallice aus und am 19. Januar 1943 um 05:55 Uhr wieder dort ein. Auf dieser 97 Tage dauernden und 15.641 sm über und 552 sm unter Wasser langen Unternehmung in den Mittelatlantik, westlich von Afrika, vor Freetown und den Kapverdischen Inseln wurde ein Schiff mit 4.836 BRT versenkt. U 134 wurde am 13. November 1942 von U 462 mit 70 m³ Brennstoff und am 10. Dezember 1942 von U 461 mit 30 m³ Brennstoff versorgt. Es gehörte zur Gruppe mit dem Tarnnamen „Streitaxt“.
- 14. November 1942: Versenkung des panamaischen Dampfers Scapa Flow (Lage) mit 4.836 BRT. Der Dampfer wurde durch zwei Torpedos versenkt. Er hatte 4.500 t Manganerz, 1.500 t Kautschuk und 500 Ballen Gummi geladen und befand sich auf dem Weg von Freetown nach Baltimore. Es gab 33 Tote und 27 Überlebende.

### Siebente Unternehmung
Das Boot lief am 6. März 1943 um 16:45 Uhr von La Pallice aus und am 2. Mai 1943 um 23:15 Uhr wieder dort ein. Auf dieser 57 Tage dauernden und 8.792 sm über und 565 sm unter Wasser langen Unternehmung in den Nordatlantik, südlich von Island und östlich von Neufundland wurden keine Schiffe versenkt oder beschädigt. U 134 wurde von U 462 am 11. April 1943 mit 14,5 m³ Brennstoff und am 12. April 1943 mit 28 m³ Brennstoff versorgt. Es gehörte zu den Gruppen mit den Tarnnamen „Stürmer“ und „Seeteufel“.

### Achte Unternehmung
Das Boot lief am 10. Juni 1943 um 08:15 Uhr von La Pallice aus und wurde am 24. August 1943 versenkt. Auf dieser 75 Tage dauernden Unternehmung im Westatlantik und nördlich von Kuba wurde ein Luftschiff abgeschossen. U 134 wurde am 25. Juni 1943 von U 170 mit 42 m³ Brennstoff versorgt.

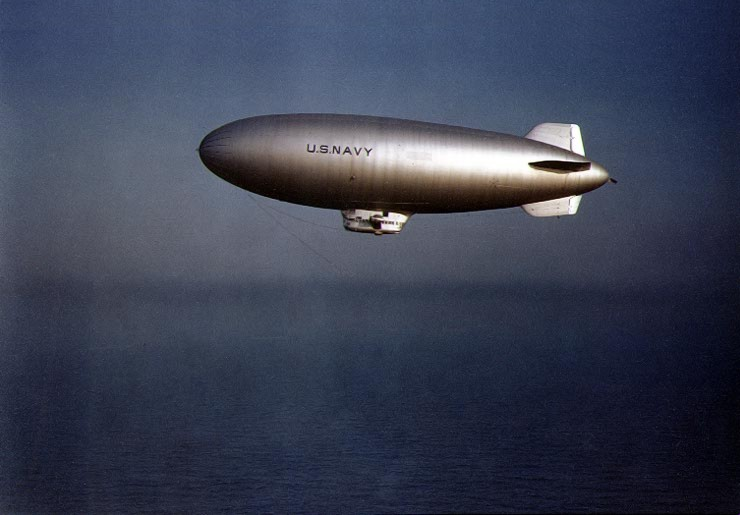
Ein solches Luftschiff attackierte das Boot bei Kuba

Am 8. Juli entdeckte ein Flugzeug der US Navy U 134, das sich noch auf dem Marsch ins vorgesehene Operationsgebiet befand, südöstlich von Bermuda. Das Flugzeug warf sechs Wasserbomben und belegte das Boot mit Maschinengewehrfeuer, aber U 134 überstand den Angriff unbeschadet und setzte seine Anfahrt fort. Am 18. Juli wurde U 134 ein weiteres Mal entdeckt. Das Boot befand sich zu Mitternacht auf Höhe von Havanna in der Floridastraße, als es vom US-Marineluftschiff K-74 mit Radar erfasst wurde. Das Luftschiff patrouillierte in der Nähe zweier großer Schiffe und war üblicherweise nicht befugt, alleine gegen U-Boote vorzugehen, dennoch entschied sich der Kommandant für den Angriff. Es gelang Kommandant Brosin, das mit Maschinengewehrfeuer attackierende Luftschiff mit der Flak abschießen zu lassen. Dem Luftschiff hingegen gelang es beim Überflug nicht, seine Wasserbomben auszuklinken. K-74 ging danach vielfach getroffen auf dem Wasser nieder und sank später. Die Besatzung konnte, bis auf einen Mann, der von einem Hai getötet wurde, am nächsten Tag von US-amerikanischen Schiffen gerettet werden. Am U-Boot wurden Ballasttank Nr. 5 und Tauchzelle Nr. 4 beschädigt.
Im Folgenden wurde U 134 zwei weitere Male angegriffen, bevor es Richtung Frankreich zurückbeordert wurde.

## Verbleib
Das Boot wurde am 24. August 1943 in der Biskaya von der Vickers Wellington J der britischen Squadron 179 mit Leigh light Suchscheinwerfern angestrahlt und mit sechs Wasserbomben versenkt. Die Position war 47° 7′ N, 9° 30′ W im Marine-Planquadrat BF 4519. Es war ein Totalverlust mit 48 Toten.